# ВХУТЕМАС
ВХУТЕМА́С (или Вхутемас; аббревиатура — Высшие художественно-технические мастерские) — учебные заведения, созданные в Москве, Петрограде и других российских городах с 1918 года.
Московский ВХУТЕМАС был образован в 1920 году путём объединения Первых и Вторых Государственных свободных художественных мастерских, созданных ранее на основе Строгановского художественно-промышленного училища и Московского училища живописи, ваяния и зодчества также.
Высшее художественное училище при Императорской Академии художеств в Санкт-Петербурге в 1918 году было преобразовано в Петроградские государственные свободные художественно-учебные мастерские (ПГСХУМ), в 1921 году переименованы в Петроградские высшие государственные художественно-учебные мастерские (ВХУТЕМАС).

## История

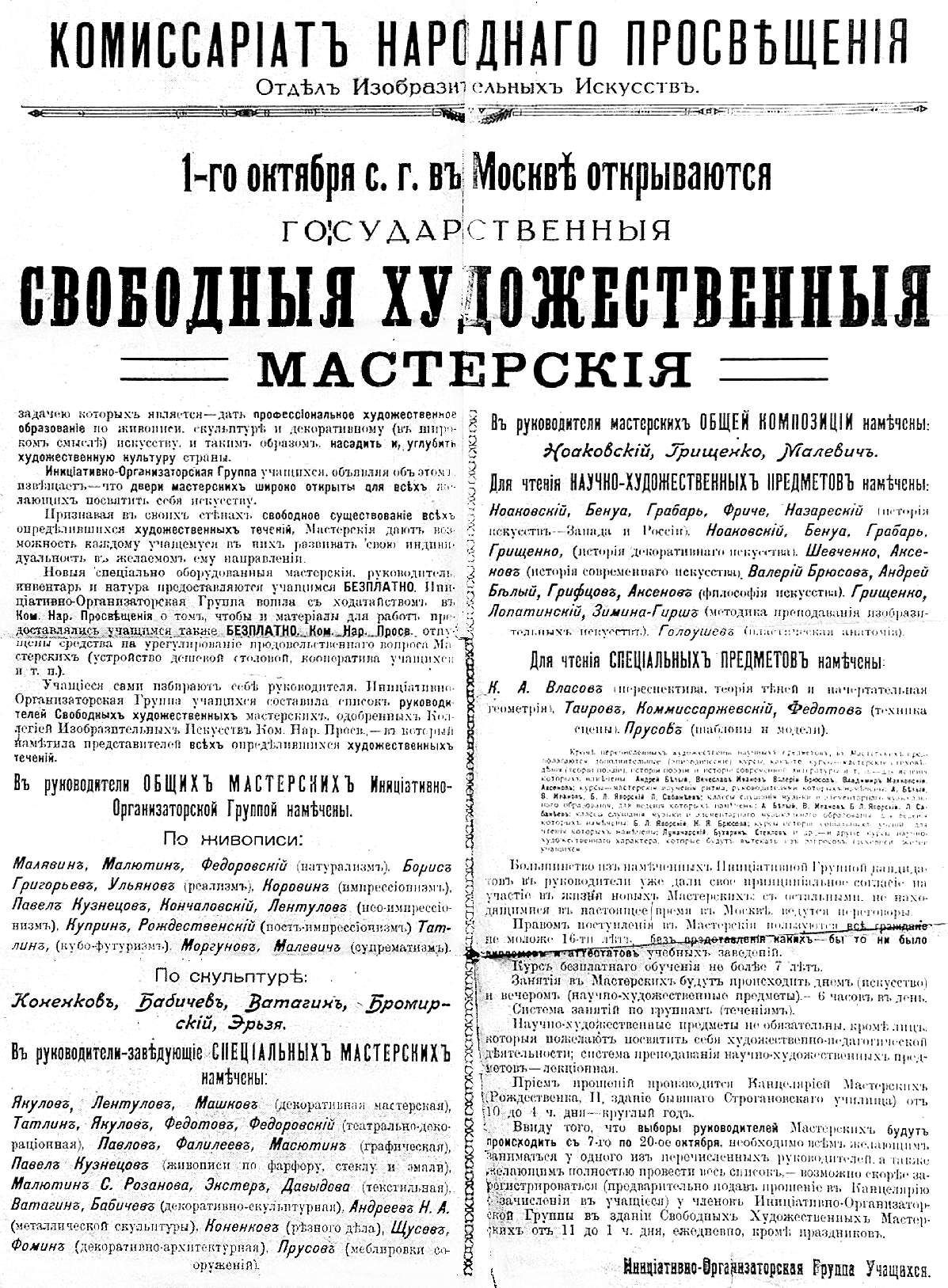
Государственные свободные художественные мастерские, 1918

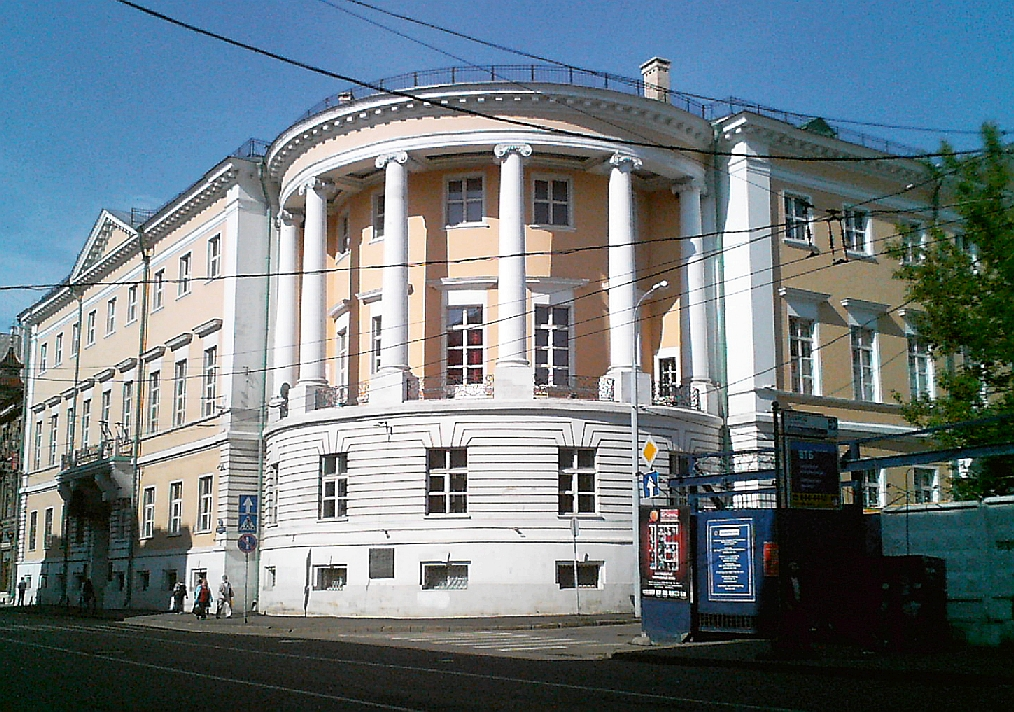
Бывшее здание ВХУТЕМАС, ныне РАЖВиЗ. Мясницкая ул. 21б

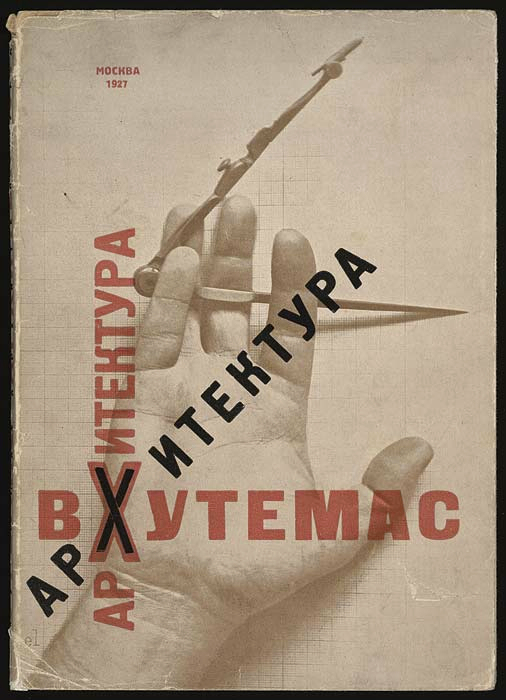

В апреле 1918 года в Москве и Петрограде состоялась «Конференция учащих и учащихся искусству», на которой студенты «старорежимных» Императорской Академии художеств в Петрограде и Московского училища живописи, ваяния и зодчества потребовали «свободы искусства» и выборов руководителей творческих мастерских. К тому времени все учебные заведения перешли в ведение Наркомпроса (Народного комиссариата просвещения). Учащимися были организованы выборы руководителей Свободных государственных художественных мастерских (СГХМ). Поступить в них мог любой желающий, достигший 16 лет, без конкурса и образования.
В 1918—1919 годах в Москве, Петрограде, Витебске, Воронеже, Казани, Екатеринбурге, Самаре, Саратове, Ярославле было создано 9 мастерских, в дальнейшем их количество увеличивалось. Они имели художественно-промышленную направленность, противопоставляемую «старорежимному академическому искусству».
В конце 1920 года по Декрету СНК СССР, Первые и Вторые Государственные свободные художественные мастерские (ГСХМ) в Москве (бывшие Строгановское училище и Училище живописи, ваяния и зодчества) были объединены и преобразованы в Высшие Художественно-технические мастерские (ВХУТЕМАС). Мастерскими руководила «выборная коллегия» из 5 человек, в которую вошли Ф. Ф. Федоровский, С. В. Ноаковский, А. В. Щусев, Ф. О. Шехтель и М. П. Солодовникова. В новом учебном заведении были образованы восемь факультетов: архитектурный, художественные (живописный, скульптурный) и производственные (полиграфический, текстильный, керамический, деревообделочный и металлообрабатывающий). Учебные корпуса располагались по адресам: ул. Рождественка, 11 и ул. Мясницкая, 21.
По оценке С. О. Хан-Магомедова, творческое лидерство во ВХУТЕМАСе принадлежало преподавателям архитектурного факультета, «за процессами, происходившими на этом факультете, внимательно следили не только все советские архитекторы, но и широкая художественная общественность». В 1920—1923 годах на факультете постепенно сформировались три центра, с отличными друг от друга творческими концепциями и принципами преподавания: академические мастерские (И. В. Жолтовский, И. В. Рыльский, А. В. Щусев, Э. И. Норверт, В. Д. Кокорин, Л. А. Веснин и другие), объединённые левые мастерские — Обмас (Н. А. Ладовский, В. Ф. Кринский и Н. В. Докучаев) и мастерская «экспериментальной архитектуры» (И. А. Голосов и К. С. Мельников). В 1924/1925 учебном году появилась мастерская А. А. Веснина, куда перешла часть студентов как из академических, так и из «новаторских» мастерских. Ректорами московского ВХУТЕМАСа были Е. В. Равдель (1920—1923), В. А. Фаворский (1923—1926) и П. И. Новицкий (1926; в 1926—1930 — ректор ВХУТЕИНа).
В Петрограде осенью 1918 года в бывшей Императорской Академии художеств также был объявлен прием для всех желающих в Петроградские государственные свободные художественно-учебные мастерские. Тогда же состоялись выборы профессоров —руководителей мастерских. Ими стали мастера академического направления: живописцы Аркадий Рылов и Александр Савинов и скульпторы Александр Матвеев и Леонид Шервуд. Были избраны и представители «левых»: Александр Андреев и Натан Альтман, позднее — Михаил Матюшин и Владимир Татлин. Представители «революционного авангарда», естественно, были недовольны присутствием в свободных мастерских академических художников старой школы. По их настоянию на заседании Совета Академии в ноябре 1921 г. обсуждался вопрос «О включении левых течений в искусстве в план работы Академии». Были подготовлены два проекта резолюции, один, от имени левых художников представил Татлин, второй, от остальных — архитектор Андрей Белогруд. Большинством голосов приняли вторую резолюцию, и в решении записали: «Организационный план учебной жизни Академии художеств, имеющий целью дать высшее художественное образование, не может быть поставлен в зависимость от каких-либо течений или направлений в искусстве. Новые проблемы, выдвигаемые течениями или направлениями в искусстве, могут быть предметом изучения лишь в исследовательских институтах или мастерских».
Таким образом, в Петрограде на первых порах «левым» преградили путь в новое учебное заведение, слишком сильны были традиции старой художественной школы. Однако, в марте 1922 года произошло слияние Петроградских свободных художественно-учебных мастерских (на базе бывшей Академии художеств), бывшего Центрального Училища технического рисования барона Штиглица и Рисовальной школы Общества Поощрения художеств (окончательно Общество упразднили в 1930 г.). В образовавшемся в результате слияния новом учебном заведении — Высшем художественно-техническом учебном заведении (ВХТУЗ) — в противоположность старой школе провозгласили «научно-объективный метод преподавания», призванный устранить «господство того или другого направления и существование индивидуальных приемов преподавания искусства». Объявлялось также, что в отличие от старого буржуазного искусства новое должно «органически войти в индустрию», для чего и «новая школа должна базироваться на индустриально-производственном принципе» (см. «производственное искусство»). Поэтому, наряду с подготовительным и основным отделением (с преподаванием научных и художественных дисциплин) планировалась организация производственных факультетов: строительного, силикатного, деревообделочного, текстильного, металлического и полиграфического. Кроме этого создали индивидуальные художественные мастерские с руководителями — представителями новейших течений в искусстве (по два от каждого). На переходный период сохранялось «три направления: академическое, центральное и новое». Тем не менее, старое название — Академия художеств — сохранялось, действовал Президиум Академии, 9 мая 1921 года тайным голосованием прошли выборы преподавателей факультетов и среди избранных оказались традиционные художники: Н. П. Богданов-Бельский, О. Э. Браз, А. Я. Головин, М. В. Добужинский, Д. Н. Кардовский, З. Е. Серебрякова. Из авангардистов в списке были только Альтман и Петров-Водкин. Татлин и Матюшин по итогам голосования в состав преподавателей не прошли. Но уже в августе решено было создать новое учебное заведение — Петроградские высшие государственные художественно-технические мастерские (ВХУТЕМАС) с общим подготовительным отделением и четырьмя факультетами: архитектурным, живописным, скульптурным и полиграфическим. Затем, в сентябре 1922 года властью было предписано организовать петроградские мастерские по образцу уже действовавшего московского ВХУТЕМАСа. Ректором петроградского ВХУТЕМАСа был назначен скульптор Василий Симонов (1879—1960), членами правления — К. С. Петров-Водкин, В. А. Денисов, А. Е. Карев, С. С. Серафимов. 12 сентября приняли новое название — Петроградский высший художественно-технический институт (ВХУТЕИН). Ректор В. Л. Симонов хлопотал перед советской властью о сохранении наименования и структуры Академии художеств, но неизменно получал отказ. Однако на протяжении своего существования, вплоть до закрытия в 1930 году, внутри института, в письменных документах и устной речи пользовались привычным «Академия художеств». В первые годы существования московского ВХУТЕМАСа была отменена «рутинная дисциплина» и отжившая академическая методика. Московский ВХУТЕМАС сохранял свое название до осени 1927 года, когда также был переименован во ВХУТЕИН.
В 1922—1924 трое художников мастерских — Михаил Куприянов (1903—1991), Порфирий Крылов (1902—1990) и Николай Соколов (1903—2000) объединились в творческий коллектив «Кукрыниксы» и стали выпускать стенгазету ВХУТЕМАСа. В дальнейшем коллектив получил всесоюзную известность.
В 1930 году ленинградский и московский ВХУТЕИН были закрыты. На базе ленинградского ВХУТЕИНа-ЛВХТИ (Ленинградский высший художественно-технический институт) в апреле 1930 года был организован Институт пролетарских изобразительных искусств (ИНПИИ), в который были переведены живописный и скульптурный факультеты московского ВХУТЕИН. В 1932 году Институт пролетарских изобразительных искусств (ИНПИИ) был упразднен и преобразован в Ленинградский институт живописи, скульптуры и архитектуры (с 1944 — имени И. Е. Репина).
На базе архитектурного факультета московского ВХУТЕИНА в 1930 году был образован Московский архитектурный институт (МАРХИ). 
Графический факультет московского ВХУТЕИН во главе с бывшим ректором ВХУТЕИН В.А.Фаворским был передан в состав Полиграфинститута (с 1949 — Московский государственный университет печати), где был преобразован в издательский факультет, где также проходили занятия по живописи. 
После упраздненя Института пролетарских изобразительных искусств (ИНПИИ), было решено восстановить обучение рисованию и живописи также и в Москве, на базе бывшего графического факультета ВХУТЕИН в составе Полиграфинститута. В 1934 году на базе этого факультета был создан Московский Институт Изобразительных Искусств с двумя факультетами — графическим и, с 1935 года, живописным, в 1936 г. открыт факультет скульптуры. С 1948 года учебное заведение было реформировано и стало называться Московским государственным художественным институтом и с того же времени носит имя Василия Сурикова.

## Преподавание
В разное время в московском Вхутемасе преподавали А. Е. Архипов, А. Д. Древин, В. В. Кандинский, Д. Н. Кардовский, Н. Н. Купреянов, Н. А. Ладовский, И. И. Нивинский, В. Ф. Кринский, Л. М. Лисицкий, К. С. Мельников, П. В. Митурич, Н. И. Нисс-Гольдман, А. М. Нюренберг, А. М. Родченко, В. Ф. Степанова, В. Е. Татлин, В. А. Фаворский, П. А. Флоренский, Ф. О. Шехтель, А.В.Шевченко, П. И. Келин, А. Ф. Лолейт, И. С. Ефимов, Н. В. Докучаев, Г. О. Чириков. Б. Уиц и другие.
С 1921 г. в московском ВХУТЕМАСе работал выдающийся художник-график и теоретик искусства Владимир Андреевич Фаворский (1886—1964). Годы его ректорства (1923—1926) считают лучшими. Он был инициатором предоставления возможности преподавателям ВХУТЕМАСа поехать в творческие командировки за границу. Так, например, скульптор Нина Нисс-Гольдман по рекомендации Владимира Фаворского уезжает в 2-х летнюю командировку в Италию, где в течение двух лет посещает занятия в Римской академии изящных искусств.
Фаворский привлек к преподаванию старых мастеров. Несмотря на протесты «левых», во ВХУТЕМАС пришли А. Е. Архипов, Д. Н. Кардовский, П. В. Кузнецов, И. И. Машков — бывшие преподаватели Московского Училища живописи, ваяния и зодчества. В 1921—1924 гг. по приглашению Фаворского во ВХУТЕМАСе преподавал священник и теоретик искусства Павел Александрович Флоренский (1882—1937). Он читал курс «Анализ перспективы». Теорию учебного рисунка разрабатывал В. Ф. Франкетти, деканом графического факультета в 1921—1924 гг. был Павел Яковлевич Павлинов (1881—1966). Николай Николаевич Купреянов (1894—1933) руководил отделением литографии. Сам Фаворский вел курсы теории графики и композиции. В то же время к преподаванию были привлечены новаторы — молодые живописцы и архитекторы-конструктивисты: А. А. Веснин, М. Я. Гинзбург, И. А. Голосов, К. Н. Истомин, А. М. Лавинский, Л. М. Лисицкий, Л. С. Попова, А. М. Родченко, В. Е. Татлин, А. В. Шевченко.
В 1923 г. во ВХУТЕМАСе были введены вступительные экзамены. В основу преподавания был положен «объективно-формальный метод». Преподаватели менялись и не должны были оказывать влияние на учащихся индивидуальной манерой. На структуру и методику преподавания во ВХУТЕМАСе оказал влияние  Баухаус.  Как и в ваймарском Баухаусе, в Москве существовало Основное отделение с двухгодичным пропедевтическим (подготовительным) курсом.  В московском ВХУТЕМАСе пропедевтический курс включал четыре раздела: «Объем», «Пространство», «Цвет», «Графика». «Объем» преподавали А. В. Бабичев, Б. Д. Королев, А. М. Лавинский. «Пространство» — Н. А. Ладовский, И. В. Ламцов, В. Ф. Кринский, Н. В. Докучаев, М. А. Туркус. «Цвет» — А. А. Веснин, А. Д. Древин, Г. Г. Клуцис, Л. С. Попова, Н. А. Удальцова. «Графику» — Л. А. Бруни, П. Я. Павлинов, А. М. Родченко. На архитектурном факультете И. А. Голосов и К. С. Мельников разработали программу  архитектурной пропедевтики. Николай Александрович Ладовский (1881—1941) применял «психоаналитический метод обучения», основанный на исследовании формы «с точки зрения ее самостоятельного бытия и восприятия» (включая анализ ощущений формы в темной комнате). Курс Ладовского «Пространство» основывался на создании объемно-пространственных композиций из простых геометрических форм и умении учащихся переводить пространственные структуры в ортогональные проекции и обратно, что крайне важно в профессиональной работе архитектора. Курс архитектурной композиции на основе комбинаторных упражнений с «чистой формой» —отвлеченными метроритмическими структурами — разработал Владимир Федорович Кринский (1890—1971). Свой опыт он изложил в книге «Элементы архитектурно-пространственной композиции» (в соавторстве с Ламцовым и Туркусом опубликована в 1927 г., переиздания: 1934, 1968).
В мае 1921 г. выпускники Первых государственных свободных художественных мастерских провели в Москве на Большой Дмитровке выставку ОБМОХУ («Общества молодых художников»). В 1925 г. результаты деятельности ВХУТЕМАСа были успешно показаны на Международной выставке  современных декоративных искусств и художественной промышленности в Париже. Петроградский и Московский ВХУТЕМАС-ВХУТЕИН переживали соперничество станковистов и производственников, «объективистов» и «интуитивистов», аналитиков и синтетиков, правых и левых, «староваторов» и «новаторов».

## Выпускники
Среди выпускников ВХУТЕМАС-ВХУТЕИН:
- «Кукрыниксы»
- Антонов, Фёдор Васильевич
- Дейнека, Александр Александрович
- Деньшин, Алексей Иванович
- Долгоруков, Николай Андреевич
- Григорьев, Сергей Алексеевич
- Ерёмин, Юрий Петрович
- Жекулина, Ольга Анатольевна
- Залесская, Любовь Сергеевна
- Игумнов, Сергей Дмитриевич
- Кольцова-Бычкова, Александра Григорьевна
- Кудряшёв, Владимир Владимирович
- Маркин, Сергей Иванович (Живфак, 1927)
- Нисский, Георгий Григорьевич
- Павлов, Леонид Николаевич
- Пермякова, Ольга Андреевна
- Смирнов, Глеб Борисович
- Френкель, Илья Львович
- Чирков, Антон Николаевич (Живфак, 1927)
- Баженова, Зинаида Васильевна
- Лунин, Иван Петрович
- Гончаров, Андрей Дмитриевич
- Ечеистов, Георгий Александрович
- Жолткевич, Лидия Александровна
- Сурьянинов, Василий Васильевич

## В литературе
- За выпускника ВХУТЕМАСа выдавал себя герой романа «Двенадцать стульев» Остап Бендер, пытавшийся попасть в Нижнем Новгороде на пароход «Скрябин».
- В произведении «Золотой телёнок» Ильи Ильфа и Евгения Петрова мужем Зоси Синицкой, одной из героинь романа, оказывается работник изокружка железнодорожных художников Перикл Фемиди, который окончил ВХУТЕМАС.